# Степанаванский район
Степанаванский район — административно-территориальная единица в составе Армянской ССР и Армении, существовавшая в 1930—1995 годах. Центр — Степанаван.

## История
Степанаванский район был образован в 1930 году.
Упразднён в 1995 году при переходе Армении на новое административно-территориальное деление.

## География
На 1 января 1948 года территория района составляла 635 км².

## Административное деление
По состоянию на 1948 год район включал 1 город (Степанаван) и 19 сельсоветов: Агаракский, Арманисский, Вардаблурский, Гергерский, Гюлагаракский, Катнахпюрский, Кировский, Когесский, Куйбышевский, Куртанский, Леджанский, Лори-Бердский, Максим-Горьковский, Овандарский, Онарцинский, Пушкинский, Свердловский, Урутский, Ягданский.